# سیارک ۱۰۲۱۳
سیارک ۱۰۲۱۳ (به انگلیسی: 10213 Koukolik، نامگذاری:1997RK7) ده هزار و دویست و سیزدهمین سیارک کشف شده‌است که در ۱۰ سپتامبر ۱۹۹۷ کشف شد.
قدر مطلق سیارک برابر ۱۴٫۵۰ است.